# Knappheit (Buch)
Knappheit – Was es mit uns macht, wenn wir zu wenig haben ist ein Sachbuch des amerikanischen Ökonomen Sendhil Mullainathan und des amerikanischen Psychologen Eldar Shafir. Das Buch ist 2013 zunächst bei Penguin Books in London und im selben Jahr beim Frankfurter Campus-Verlag in der deutschen Übersetzung von Carl Freytag erschienen. Auf Englisch erschien das Buch unter den Titeln Scarcity: Why Having Too Little Means So Much sowie Scarcity. The True Cost of Not Having Enough.
Thema des Buchs sind die gemeinsamen Eigenschaften, die Knappheit in jeder Form auf die betroffenen Menschen hat.

## Definition von Knappheit
Die Autoren definieren Knappheit so: „Weniger zu haben, als man meint zu brauchen.“ Ihre Definition unterscheidet sich damit vom in der Wirtschaftswissenschaft üblichen Gebrauch des Wortes Knappheit. In der Ökonomie wird der Begriff objektiv verwendet – Knappheit liegt vor, wenn kein Überfluss besteht – und er wird auf Güter bezogen. Mullainathan und Shafir sprechen dagegen von subjektiv erfahrener Knappheit und von Knappheit in jeder Form.

## Formen der Knappheit
Knappheit kann in vielen Bereichen auftreten. Die Autoren nennen hauptsächlich:
- Geldknappheit. Dies kann Armut im klassischen Sinn sein, aber auch ein zeitweiliges Liquiditätsproblem.
- Zeitknappheit. Beispiele sind generelle Arbeitsüberlastung oder ein als belastend empfundener Termin (Deadline).
- Knappheit an Nahrungsmitteln. Dies betrifft insbesondere Hunger leidende Menschen, aber auch Personen, die einer strengen Diät folgen.
- Knappheit an sozialen Kontakten (Einsamkeit).

## Auswirkungen von Knappheit
Die Autoren stellen bei allen Formen von Knappheit fest, dass sie drei Auswirkungen hat:
- Zielfokussierung als Folge des Tunnelblicks („Fokusdividende“)
- Betriebsblindheit als Folge des Tunnelblicks („Tunnelsteuer“)
- Verlust an fluider Intelligenz (im Buch als „Bandbreite“ bezeichnet)

### Fokusdividende
Knappheit führt zur Zielfokussierung („Fokusdividende“), z. B. indem von außen kommende Störungen ausgeblendet werden. Wer eine Arbeit in kurzer Zeit (Zeitknappheit) erledigen muss, schaltet Störungen wie Smartphone oder E-Mail ab. Arme Menschen (Geldknappheit) kennen einer Untersuchung zufolge nach einem Einkauf den Preis der gekauften Waren wesentlich besser als reiche.

### Tunnelsteuer
Gleichzeitig führt der Tunnelblick zu Verlusten – die als Störquelle abgeschaltete E-Mail kann eine wesentliche Information enthalten, der Blick auf den Preis kann den Blick auf die Qualität der Ware verstellen.

### Verlust an fluider Intelligenz
Als wesentlichsten negativen Einfluss stellen die Autoren den Verlust an fluider Intelligenz fest. Die Autoren führten Experimente durch, in denen Teilnehmer in Knappheits-Situationen versetzt wurden. Diese Teilnehmer schnitten bei einem nachfolgenden Raven-Test mit einem 13 – 14 IQ-Punkte schlechteren Wert ab. Die Autoren werten dies als Beleg dafür, dass Knappheit (selbst hypothetische Knappheit) die geistigen Ressourcen so stark beschäftigt, dass die fluide Intelligenz stark abnimmt.

### Handlungsempfehlungen
Durch Knappheit verursachte Zielfokussierung kann für die Lösung von Problemen hilfreich sein. Die Autoren nennen u. a. finanzielle Einschränkungen bei Unternehmen, die zu Verschlankungen führen oder bewusstes Setzen von Deadlines.
Der Verlust von fluider Intelligenz müsse vor allem bei Sozialprogrammen berücksichtigt werden. Insbesondere müsste das Design von Förderprogrammen darauf achten, dass Fehler und Versäumnisse der Geförderten häufig von Knappheitseinschränkungen herrührten. Weiters sei auch hier auf den gezielten Einsatz der Zielfokussierung zu achten.

## Rezensionen
Das Werk wurde gut besprochen. Michael Holmes schreibt in der Welt:

„In ihrem fesselnden und faktenreichen Buch „Knappheit“ führen uns der Harvard-Ökonom Sendhil Mullainathan und der Princeton-Psychologe Eldar Shafir anhand von Anekdoten und Experimenten eindringlich vor Augen, „was es mit uns macht, wenn wir zu wenig haben“. Sie erforschen die „alles übergreifende Logik der Knappheit“ in verschiedenen Ländern und Lebensbereichen.“

Rico Kutscher stellt in der Neuen Zürcher Zeitung fest:

„Das Buch ist spannend geschrieben und bietet eine gute Übersicht, auch wenn die Theorie und die aufgegriffenen Beispiele nicht neu sind. Zugleich wird aber deutlich, dass viele Hilfsprogramme zur Beseitigung von Knappheit völlig falsche Ansatzpunkte haben und das Scheitern oft unvermeidlich ist.“

Eine Beschreibung der Inhalte des Buchs findet sich in der Frankfurter Allgemeinen Zeitung.